# Baulme-la-Roche
Baulme-la-Roche è un comune francese di 120 abitanti situato nel dipartimento della Côte-d'Or nella regione della Borgogna-Franca Contea.

## Società

### Evoluzione demografica
Abitanti censiti